# Втрати 3-ї окремої бригади спеціального призначення (РФ)
У статті наведено подробиці втрат 3-ї бригади спеціального призначення ГУ ГШ Збройних сил РФ у різних військових конфліктах.

## Перша чеченська війна
| п/п | Прізвище, ім'я, по батькові                                      | Звання           | Дата народження | Дата смерті | Місце смерті | примітки                  |
| --- | ---------------------------------------------------------------- | ---------------- | --------------- | ----------- | ------------ | ------------------------- |
| 1.  | Булушев Рем Шамільович (рос. Булушев Рэм Шамильевич)             | старший сержант  | 17.09.1968      | 06.02.1995  |              | заступник командира групи |
| 2.  | Ушаков Антон Борисович (рос. Ушаков Антон Борисович)             | старшина         | 16.05.1972      | 21.03.1995  | Аргун        |                           |
| 3.  | Бірюков Олександр Михайлович (рос. Бирюков Александр Михайлович) | молодший сержант | 06.09.1975      | 16.05.1995  |              | командир відділення       |

## Друга чеченська війна
| п/п | Прізвище, ім'я, по батькові                                          | Звання            | Дата народження | Дата смерті | Місце смерті                 | примітки |
| --- | -------------------------------------------------------------------- | ----------------- | --------------- | ----------- | ---------------------------- | -------- |
| 1.  | Дергунов Олексій Васильович (рос. Дергунов Алексей Васильевич)       | старший лейтенант | 22.12.1979      | 26.12.2003  | Цумадинський район, Дагестан |          |
| 2.  | Зінов'єв Віталій Олександрович (рос. Зиновьев Виталий Александрович) | молодший сержант  | 27.05.1982      | 26.12.2003  | Цумадинський район, Дагестан |          |

## Російсько-українська війна
| п/п | Прізвище, ім'я, по батькові                                                | Звання            | Дата народження | Дата смерті   | Місце смерті                     | примітки                                                            |
| --- | -------------------------------------------------------------------------- | ----------------- | --------------- | ------------- | -------------------------------- | ------------------------------------------------------------------- |
| 1.  | Пантюхін Денис Вікторович (рос. Пантюхин Денис Викторович)                 | старший сержант   | 22.10.1992      | 02.03.2022    |                                  |                                                                     |
| 2.  | Алінов Азамат Хусаїнович (рос. Алинов Азамат Хусаинович)                   | майор             | 23.08.1986      | 03.03.2022    |                                  | командир роти                                                       |
| 3.  | Чучманов Олексій Олександрович (рос. Чучманов Алексей Александрович)       | капітан           | 22.05.1987      | 03.03.2022    |                                  |                                                                     |
| 4.  | Герасимов Станіслав Владиславович (рос. Герасимов Станислав Владиславович) | молодший сержант  | 16.03.1994      | 03.03.2022    |                                  |                                                                     |
| 5.  | Букаткін Єгор Ігорович (рос. Букаткин Егор Игоревич)                       | молодший сержант  | 1992            | 03.03.2022    |                                  |                                                                     |
| 6.  | Кассаєв Валерій Олексійович (рос. Кассаев Валерий Алексеевич)              | капітан           | 23.01.1989      | 09.03.2022    |                                  |                                                                     |
| 7.  | Суздальцев Віктор Олександрович (рос. Суздальцев Виктор Александрович)     | рядовий           |                 | 09.03.2022    |                                  |                                                                     |
| 8.  | Карнаухов Денис Геннадійович (рос. Карнаухов Денис Геннадьевич)            | молодший сержант  | 16.10.1993      | 11.04.2022    | Попасна                          | снайпер                                                             |
| 9.  | Нозімов Абубакр Атамжонович (рос. Нозимов Абубакр Атамжонович)             | молодший сержант  |                 | 12.04.2022    | Харківська область               | командир відділення розвідки                                        |
| 10. | Тинний Василь Леонідович (рос. Тынный Василий Леонидович)                  | майор             | 17.07.1981      | 12.04.2022    |                                  | заступник командира роти                                            |
| 11. | Стариковський Анатолій Дмитрович (рос. Стариковский Анатолий Дмитриевич)   | старший лейтенант | 17 квітня 1995  | 21.04.2022    |                                  | командир групи СпП                                                  |
| 12. | Тихонов Олександр Петрович (рос. Тихонов Александр Петрович)               | старшина          |                 | 30.04.2022    |                                  |                                                                     |
| 13. | Старчков Олександр Іванович (рос. Старчков Александр Иванович)             | рядовий           | 29.11.2000      | 30.04.2022    | с. Діброва (Краматорський район) |                                                                     |
| 14. | Гурзанов Сергій Олександрович (рос. Гурзанов Сергей Александрович)         | сержант           | 20.12.1991      | 30.04.2022    | с. Діброва (Краматорський район) |                                                                     |
| 15. | Зінков Євген (рос. Зинков Евгений)                                         | капітан           |                 | 04.05.2022    |                                  |                                                                     |
| 16. | Соколовський Андрій Андрійович (рос. Соколовский Андрей Андреевич)         | сержант           | 01.09.1993      | 29.05.2022    | смт. Ярова, Донецька область     |                                                                     |
| 17. | Кочетков Віктор Олексійович (рос. Кочетков Виктор)                         | молодший сержант  | 08.10.1990      | 29.05.2022    | Соснове                          | розвідник-сапер                                                     |
| 18. | Прокоп'єв Ігор Вікторович (рос. Прокопьев Игорь Викторович)                | рядовий           | 1996            | 29.05.2022    |                                  |                                                                     |
| 19. | Щемеров Денис Валерійович (рос. Щемеров Денис Валерьевич)                  |                   | 1998            | 19.06.2022    |                                  |                                                                     |
| 20. | Мілюков Айрат (рос. Милюков Айрат)                                         | рядовий           |                 | до 23.06.2022 |                                  |                                                                     |
| 21. | Муніров Раміз (рос. Муниров Рамиз)                                         | єфрейтор          |                 | до 23.06.2022 |                                  |                                                                     |
| 22. | Васильєв Вадим Євгенович (рос. Васильев Вадим Евгеньевич)                  |                   |                 | 08.07.2022    |                                  |                                                                     |
| 23. | Гільманов Руслан Фанузович (рос. Гильманов Руслан Фанузович)               | прапорщик         |                 | 08.07.2022    |                                  | заступник командира групи                                           |
| 24. | Нагорних Кирило Костянтинович (рос. Нагорных Кирилл Константинович)        |                   | 08.03.1992      | 08.07.2022    | поблизу м. Лисичанськ            | командир відділення                                                 |
| 25. | Перекрестов Вадим Олександрович (рос. Перекрестов Вадим Александрович)     | молодший сержант  |                 | 15.08.2022    | Білогорівка                      |                                                                     |
| 26. | Страупе Максим Борисович (рос. Стаупе Максим Борисович)                    |                   |                 | 11.09.2022    |                                  |                                                                     |
| 27. | Шорін Андрій (рос. Шорин Андрей)                                           | старший сержант   |                 | 30.09.2022    | м. Лиман                         |                                                                     |
| 28. | Горобець Віктор Володимирович (рос. Горобец Виктор Владимирович)           | молодший сержант  |                 | 30.09.2022    | м. Лиман                         |                                                                     |
| 29. | Зінцов В'ячеслав Андрійович (рос. Зинцов Вячеслав Андреевич)               | старший лейтенант |                 | 30.09.2022    | м. Лиман                         |                                                                     |
| 30. | Філатов Юрій Анатолійович (рос. Филатов Юрий Анатольевич)                  | старший сержант   | 12.05.1990      | 30.09.2022    | м. Лиман                         |                                                                     |
| 31. | Таярзаде Юсиф Аязович (рос. Тайярзаде Юсиф Аязович)                        |                   |                 | 30.09.2022    | м. Лиман                         |                                                                     |
| 32. | Чиндин Олексій Сергійович (рос. Чиндин Алексей Сргеевич)                   | рядовий           | 28.06.2001      | 30.09.2022    | м. Лиман                         |                                                                     |
| 33. | Москвин Микита (рос. Москвин Никита)                                       | молодший сержант  |                 | 30.09.2022    | м. Лиман                         |                                                                     |
| 34. | Бойков Данило Ігорович (рос. Бойков Данил Игоревич)                        | рядовий           |                 | 30.09.2022    | м. Лиман                         |                                                                     |
| 35. | Узбанов (Узбяков) Р.Ш. (рос. Узбанов Р.Ш.)                                 |                   |                 | 30.09.2022    | м. Лиман                         |                                                                     |
| 36. | Мітряков Андрій (рос. Митряков Андрей)                                     | сержант           |                 | 03.11.2022    |                                  |                                                                     |
| 37. | Мічурін Ілля Рудольфович (рос. Мичурин Илья Рудольфович)                   | єфрейтор          | 22.07.1993      | 14.11.2022    |                                  |                                                                     |
| 38. | Карпенко Євген Васильович (рос. Карпенко Евгений Васильевич)               | єфрейтор          | 09.08.1980      | 27.08.2023    |                                  | командир відділення взводу військової розвідки                      |
| 39. | Можаєв Сергій Петрович (рос. Можаев Сергей Петрович)                       | лейтенант         |                 | 25.11.2023    | Авдіївка                         |                                                                     |
| 40. | Гусєв Микола Юрійович (рос. Гусев Николай Юрьевич)                         | рядовий           | 13.09.1999      | 29.12.2023    | Красногорівка                    |                                                                     |
| 41. | М'ясников Тимур Михайлович (рос. Мясников Тимур Михайлович)                | полковник         |                 | 22.03.2024    | Красногорськ                     | помер від поранень, отриманіх під час теракту у «Крокус-Сіті Голлі» |

## Війна у Сирії
| п/п | Прізвище, ім'я, по батькові                                     | Звання  | Дата народження | Дата смерті | Примітки          |
| --- | --------------------------------------------------------------- | ------- | --------------- | ----------- | ----------------- |
| 1.  | Касумов Курбан Гусейнович (рос. Касумов Курбан Гусейнович)      | капітан | 01.01.1986      | 02.08.2017  |                   |
| 2.  | Ємдюков Валерій Анатолійович (рос. Емдюков Валерий Анатольевич) | сержант | 09.08.1987      | 03.08.2017  | розвідник-снайпер |